# Moukhammadjon Chakouri
Pour les articles homonymes, voir Chakouri.
Moukhammad(jon) Chakouri (en persan : محمدجان شکوری بخارايي; en russe Мухаммад Шакури), né Moukhammad Charifovitch Choukourov en février 1925 à Boukhara (URSS) et mort le 16 septembre 2012 à Douchanbé, est un universitaire soviétique et tadjik qui fut un philologue éminent, ainsi qu'un critique littéraire et un historien important de son pays, le Tadjikistan, devenu indépendant en 1990.

## Biographie
Chakouri naît à Boukhara dans la famille d'un juge de la charia boukhariote, Charifdjon-makhdoum Sadri Ziyo (1865-1932), qui fut pendant une courte période en 1917 juge au tribunal suprême de l'émir de Boukhara. Son père opposé à l'athéisme soviétique meurt en prison en 1932 et l'année suivante sa mère Moussabikha, petite-fille de l'intellectuel tadjik Aboulfazel Sirat Balkhi. En 1939 Chakouri s'installe à Stalinabad (aujourd'hui Douchanbé), où il entre en 1941 à l'institut pédagogique de la ville. Il le termine avec les félicitations en 1945.
À partir de 1951, il travaille à l'institut de langue et de littérature Roudaki de l'Académie des sciences de la RSS du Tadjikistan, où il s'occupe de l'histoire de la littérature tadjike soviétique. Il est candidat au doctorat en 1955 et présente à Moscou sa thèse en 1971 à propos de la philologie tadjike (le tadjik est une langue persane, indo-aryenne, proche de l'iranien). En 1981, il est nommé membre-correspondant de l'Académie des sciences de la république socialiste soviétique du Tadjikistan et en 1987, académicien.

## Œuvre
Moukhammad Chakouri est un auteur prolifique. Il a fait paraître un grand nombre de travaux en langue russe et en langue tadjike à propos de l'évolution de la prose en littérature tadjike pendant la période soviétique, ainsi que des études sur la culture du discours, un dictionnaire du tadjik (paru à Moscou en 1969 et réédité à Téhéran) et un dictionnaire tadjik-persan. C'est un intellectuel-clé pour la compréhension de la culture tadjike du XXe siècle et au seuil de son indépendance. À partir des années 1990, et de l'ouverture des frontières, il devient aussi fameux en Iran, où il reçoit un accueil chaleureux. Il s'y rend à de nombreuses reprises à l'invitation de ses collègues universitaires. Il est fait en 1996 membre effectif de l'Académie de langue persane et de littérature de Téhéran et fait « immortel » (چهره‌های ماندگار ایران) de l'Académie iranienne en 2006.
Il s'est opposé à la réforme de l'alphabet tadjik qui a eu lieu en 2010.